# NGC 4188
NGC 4188 ist eine Spiralgalaxie vom Hubble-Typ Sb im Sternbild Rabe südlich der Ekliptik. Sie ist schätzungsweise 186 Millionen Lichtjahre von der Milchstraße entfernt und hat einen Durchmesser von etwa 35.000 Lichtjahren. 

Im selben Himmelsareal befinden sich u. a. die Galaxien NGC 4201, NGC 4225, IC 766.
Das Objekt wurde im Jahr 1886 vom US-amerikanischen Astronomen Ormond Stone entdeckt.